# تتسو ناکامورا
تتسو ناکامورا (به ژاپنی 中村 哲 - به انگیسی Tetsu Nakamura) که همچنین به نام کاکا مراد شناخته می‌شد، (زاده ۱۵ سپتامبر ۱۹۴۶ - درگذشته ۴ دسامبر ۲۰۱۹) یک پزشک، امدادرسان و نیکوکار اهل ژاپن و دارای شهروندی افتخاری افغانستان بود.
ناکامورا رئیس یک مؤسسه امدادرسانی ژاپنی به نام خدمات درمانی صلح (به انگلیسی: Peace Medical Services) بود که پس از سه دهه کار و خدمت انساندوستانه در افغانستان، در یک حمله مسلحانه به خودرو این مؤسسه در شهر جلال‌آباد، مرکز ولایت ننگرهار افغانستان کشته شد.
در ۱۱ فوریه ۲۰۲۱، منابعی در افغانستان و پاکستان ادعا کردند که امیر نواز (همچنین شناخته شده با نام حاجی دبی) مظنون اصلی مرگ ناکامورا بوده است. مقامات افغان و پاکستانی مدعی شدند که نواز در افغانستان کشته شده است و او یکی از فرماندهان شبه‌نظامی طالبان پاکستان است، یک گروه شبه‌نظامی ضد پاکستانی که در امتداد مرز افغانستان و پاکستان فعالیت می‌کند.

## آغاز زندگی
تتسو ناکامورا در ۱۵ سپتامبر ۱۹۴۶ در شهر فوکوئوکا در استان فوکوئوکا در شمال جزیره کیوشو ژاپن زاده شد.
او آموزش ابتدایی را در مدرسه‌ای به نام دبستان نوگا نیشی به پایان رساند و دوره متوسطه را در سینان گاکوین گذراند.
ناکامورا در سال ۱۹۷۳ از دانشکده پزشکی دانشگاه کیوشو فارغ‌التحصیل شد.

## پیشینه
تتسو ناکامورا نخستین بار در سال ۱۹۸۴، در میانه اشغال افغانستان توسط ارتش شوروی، به عنوان رضاکار (داوطلب) در یک درمانگاه مربوط به یک مؤسسه غیردولتی به‌نام خدمات درمانی فرامرزی ژاپن در شهر پیشاور پاکستان مشغول به کار شد تا به درمان بیماران مبتلا به جذام کمک کند. او در آغاز می‌خواست برای پنج تا شش سال در پیشاور بماند، شهری که بزرگترین اجتماع آوارگان جنگ افغانستان را در خود جای داده بود.
با سقوط رژیم تحت حمایت شوروی در افغانستان و پیروزی مجاهدین، ناکامورا حوزه فعالیت خود را به داخل افغانستان گسترش داد و در سال ۱۹۹۱، سه درمانگاه در ولایت ننگرهار در شرق این کشور گشود تا به مردم جنگ‌زده افغانستان در داخل کشورشان کمک کند.

## آب، نه اسلحه
ناکامورا در دوران فعالیت در داخل افغانستان دریافت که مشکل بزرگ اکثر بیمارانی که به درمانگاه‌های او مراجعه می‌کردند، سوء تغذیه بود. از آنجا به بعد، او با شعار «آب، نه اسلحه» در کنار کمک‌های درمانی به مردم منطقه، حوزه فعالیت‌های خود را به کشاورزی و آبیاری گسترش داد و بر ساخت کانال و پروژه‌های آب‌رسانی در شرق افغانستان تمرکز کرد.
در آغاز قرن بیست و یکم (سال ۲۰۰۰) خشکسالی سختی افغانستان و منطقه را فراگرفت. پیامدهای این خشکسالی، افزایش بیماری‌های مرتبط با سوء تغذیه و کمبود آب در بدن بود. ناکامورا در این مورد گفته‌است: «یک کانال آب (برای این مردم) مفیدتر از ۱۰۰ پزشک است». او همچنین گفته‌است: «در یک بیمارستان، بیماران یک به یک درمان می‌شوند، اما این کار (آب‌رسانی) به تمام روستا را کمک می‌کند؛ من از دیدن یک روستا لذت می‌برم که (پس از خشکسالی) دوباره زنده شده‌است».
در سال ۲۰۰۳ ناکامورا یک کانال آب‌رسانی در ولسوالی خیوه ولایت ننگرهار ساخت. محلی‌ها نام آن کانال را «مروارید» گذاشتند. کانال مروارید به طول بیش از ۲۵ کیلومتر، آب رودخانه کنر (در افغانستان: دریای کنر) را به کشتزارها و خانه‌های مردم ولسوالی خیوه می‌رساند.
او برای ساخت کانال مروارید، از روش‌های سنتی ۲۰۰ سال پیش برای ساخت کانال آب‌رسانی در زادگاه خودش، فوکوئوکا، الهام گرفت.
ناکامورا در دشت گمبیری در نزدیکی شهر جلال‌آباد در شرق افغانستان بیش از ۸ کانال آب‌رسانی ساخت یا احیا کرد که ۱۶ هزار هکتار زمین زراعی را آبیاری می‌کند و زندگی ۶۰۰ هزار نفر را متحول کرده‌است.
او همچنین در ۱۱ بند آب‌گردان بر روی رودخانه کنر ساخت.
ناکامورا می‌گفت: «اسلحه و تانک، مشکلات را حل نمی‌کند؛ احیای کشتزارها، برای بهبود وضعیت افغانستان یک عنصر بنیادین است».
این پزشک و امدادگر ژاپنی، چند بار از مرگ جان به در برد. یک بار نزدیک بود در رگبار مسلسل یک هلی‌کوپتر آمریکایی کشته شود. بار دیگر جانش را برای حفاظت از خاکریزهای یک رودخانهٔ درحال طغیان به خطر انداخت.
او می‌گفت: «دوست دارم اینجا (در افغانستان) بمیرم.»

## وطن دوم
دکتر ناکامورا سال‌های زیادی از عمرش را وقف خدمت به مردم فقیر و جنگ‌زده افغانستان کرد. او تقریباً سه دهه در این کشور زندگی و برای بهبود وضعیت مردمش کار کرد.
تصویری که از ناکامورا در ذهن مردم افغانستان مانده، پیرمردی است که پا به پای مردم مناطق فقیرنشین افغانستان کار می‌کند، بیل می‌زند و کیسه‌های سیمان و شن بر پشتش حمل می‌کند.
دولت افغانستان در اکتبر ۲۰۱۹، به ناکامورا شهروندی افتخاری داد.
او فعالیت‌های خود را بیشتر بر مناطق شرقی افغانستان متمرکز کرده بود؛ مردم این مناطق رابطه نزدیکی با ناکامورا برقرار کرده و او را «کاکا مراد» می‌نامیدند.

## حمله منجر به مرگ
در ۴ دسامبر سال ۲۰۱۹، مردان مسلح به خودرو مؤسسه خدمات درمانی صلح (PMS) در شهر جلال‌آباد حمله کردند. دکتر ناکامورا به همراه پنج نفر دیگر، از جمله راننده و یک محافظ، در این خودرو بودند.
ناکامورا و همه همراهانش در این حملهٔ عامدانه کشته شدند. پلیس گفت به ناکامورا که در صندلی جلو، کنار راننده نشسته بود، پنج گلوله مستقیم شلیک شده بود. پزشکان پس از بررسی جسد دکتر ناکامورا گفتند گلوله‌ای که به سینه او خورده و منجر به مرگش شد، در افغانستان استفاده نمی‌شود.
در حمله مسلحانه منجر به مرگ ناکامورا و همراهان محلی‌اش، ۸ مهاجم دست داشتند که ۳ نفرشان مسلح به اسلحه خودکار بودند. مهاجمان لباس محلی افغانی پوشیده بودند اما صورت‌شان را پنهان نکرده بودند.
شاهدان عینی گفته‌اند مهاجمان با دو خودرو جداگانه به یک رستوران در نزدیکی محل حمله آمده بودند و به محض نزدیک شدن خودرو حامل ناکامورا، از دو طرف آن را به رگبار گلوله بستند.
یک شاهد عینی گفته‌است درحالی که در رستوران نزدیک محله پنهان شده بوده، صدای مهاجمان را شنیده که می‌خواستند مطمئن شوند ناکامورا کشته شده‌است. به گفته این شاهد، یکی از مهاجمان گفته «تمام شد» و بعد همه آن‌ها محل را ترک کردند.
با این حال، ناکامورا در جریان حمله کشته نشد و به بیمارستان جلال‌آباد منتقل شد. مقامات محلی خواستند او را برای درمان موثرتر به بیمارستان نظامی نیروهای آمریکایی در بگرام بفرستند، اما پزشک ژاپنی در اثر خونریزی در فرودگاه جلال‌آباد درگذشت.
دوربین‌های مدار بسته در محل حمله، صحنه تیراندازی به ناکامورا را و همراهانش را ثبت نکرده، اما دو خودروی مورد استفاده مهاجمان را نشان می‌دهد.
نیروهای امنیتی افغانستان، از روی شماره پلاک این خودروها، دو مظنون را بازداشت کردند.

## واکنش‌ها
کشته شدن دکتر ناکامورا، با واکنش‌های گسترده در افغانستان، ژاپن و دیگر کشورها مواجه شد. گروه‌هایی از مردم افغانستان در شهرهای مختلف، برای ناکامورا شمع روشن کردند و کشتن او را محکوم کردند. بر روی بعضی از پوسترهایی از تصویر او ساخته شده بود، به زبان‌های پشتو، فارسی، انگلیسی و ژاپنی نوشته بودند «ما را ببخش».
شینزو آبه، نخست‌وزیر ژاپن، گفت از شنیدن خبر کشته شدن هموطن نکوکارش در افغانستان «شوکه شده» است.
اشرف غنی، رئیس‌جمهور افغانستان، ناکامورا را دوست مردم این کشور و قاتلانش را تروریست خواند.
شاه‌محمود میاخیل، والی ننگرهار، کشتن ناکامورا را یک توطئه برنامه‌ریزی شده خواند و گفت شواهدی وجود دارد که استخبارات (سازمان‌های جاسوسی) کشورهای منطقه، در قتل این امدادگر نکوکار ژاپنی دست داشته‌اند. آقای میاخیل در یک کنفرانس خبری گفت تلاش‌های او در مدیریت آب‌های سرگردان افغانستان مرتبط بوده‌است.
سفارت آمریکا در کابل کشتن ناکامورا را تقبیح کرد و دفتر نمایندگی ملل متحد در افغانستان این حادثه را «مشمئزکننده» خواند.
بلافاصله پس از انتشار خبر مرگ ناکامورا، گروه طالبان اعلام کرد در این حادثه نقشی نداشته و تأکید کرد که این گروه با موسساتی که برای مردم افغانستان کار می‌کنند، «رابطه خوبی» دارد.
شرکت هواپیمایی کام ایر افغانستان، به احترام دکتر ناکامورا و برای قدردانی از او، تصویرش را بر روی یک هواپیمای خود نقاشی کرد.
شماری از کاربران افغان در شبکه‌های اجتماعی، در سایت دادخواه، دادخواستی برای نامگذاری یک خیابان یا میدان در افغانستان به نام دکتر ناکامورا و به پاس خدمات او راه اندازی کردند.

## تشییع جنازه
پس از اعلام خبر کشته شدن ناکامورا، همسر و دخترش به کابل رفتند تا پیکر او را به زادگاهش فوکوئوکا منتقل کنند. آن‌ها در پایتخت افغانستان با رئیس‌جمهور و رئیس اجرائیه این کشور (عبدالله عبدالله) دیدار کردند.
در ۷ دسامبر، دولت افغانستان برای ناکامورا تشییع جنازه رسمی با تشریفات ویژه نظامی گرفت. اشرف غنی، رئیس‌جمهور افغانستان در کنار افسران تشریفات، تابوت ناکامورا را که در پرچم افغانستان پیچیده شده بود، تا نزدیکی هواپیما حمل کرد.
در ۸ دسامبر، پیکر ناکامورا به توکیو رسید و مراسم تشییع جنازه او با حضور صدها تن از مردم، مقام‌های دولتی و همچنین سفیر افغانستان در توکیو، در ۱۱ دسامبر در فوکوئوکا برگزار شد.